# Вельмин, Владимир Петрович
Владимир Петрович Вельмин (20 июня 1885 года, Киев — 22 сентября 1974 года) — учёный-математик, специалист по алгебре и теории чисел. Доктор физико-математических наук, профессор. Ректор Ростовского государственного университета (1922—1924).

## Биография
Владимир Петрович Вельмин родился 20 июля 1885 года в Киеве в семье настоятеля Десятинной церкви протоиерея Петра Дмитриевича Вельмина. В 1903 году окончил гимназию и поступил учиться на математическое отделение физико-математического факультета Киевского университета. Наставником и преподавателем у Вельмина в университете был основатель русской алгебраической школы академик Д. А. Граве. В 1907 году В. П. Вельмин окончил университет, получив диплом 1-й степени, и был оставлен на два года для «приготовления к профессорскому званию».
В эти годы он занимался в университете алгеброй и теорией чисел. В апреле 1908 года сдал магистерский экзамен и был назначен доцентом Варшавского университета. В 1910 и 1912 годах ездил в Германию, где участвовал в семинаре Д. Гильберта в Геттингене.
В 1913 году защитил магистерскую диссертацию на физико-математическом факультете Киевского университета. Тема диссертации: «О квадратичном законе взаимности в произвольной квадратичной области». После защиты диссертации был утвержден профессором кафедры чистой математики Варшавского университета. В 1915 году Варшавский университет был эвакуирован в г. Ростов-на-Дону, с ним переехал и В. П. Вельмин. Дальнейшая его работа была также связана с университетом. Здесь он читал курсы лекций по математическому анализу, высшей алгебре, теории чисел, теории алгебраических полей, теории вероятностей и др. Его лекции прослушали известные советские математики Д. А. Супруненко, Н. В. Ефимов, Б. Я. Левин, М. Г. Хапланов и др.
В Ростове В. П. Вельмин подготовил учеников, ставших профессорами, доцентами, преподавателями ВУЗов. Среди них: П. С. Папков, Г. П. Самко, П. Е. Данко, Е. Л. Литвер, Е. А. Мурзаев, Б. Ю. Бурьян, В. И. Александров, С. Л. Грамм, А. А. Сукалло и др.
В университете Вельмин В. занимал должность зав. кафедрой алгебры и теории чисел.
В 1922—1924 года В. П. Вельмин был ректором Ростовского государственного университета, с 1925 по 1930 год — председателем Северо-Кавказской ассоциации научно-исследовательских институтов.
В 1935 году В. П. Вельмину, по совокупности работ, была присвоена учёная степень доктора физико-математических наук без защиты диссертации.
В 1950 году уехал в Киев, где с 1970 года работал зав. кафедрой высшей математики Киевского технологического института легкой промышленности. В Киеве, в Институте математики АН УССР, был научным руководителем аспирантов института, готовящих диссертации в области алгебры и теории чисел. Последним его учеником был И. В. Решетуха, защитивший диссертацию на тему: «Различные методы теории кубических вычетов».
Владимир Петрович Вельмин скончался 22 сентября 1974 года.

## Труды
Владимир Петрович Вельмин — автор свыше 50 научных работ, среди которых:
- Вельмин В. П. К теории вычетов восьмой степени в алгебраических областях / В. П. Вельмин. — Варшава : тип. Варш. учеб. окр., 1912., XXI, 229 с.
- Разложение числа е в обыкновенную непрерывную дробь, Математический сборник № 25 : 3, 501—504.
- Применение целых комплексных чисел к решению одной геометрической задачи. Изв. Донского ун-та 5, 40—42.
- Северо-Кавказская краевая ассоциация научно-исследовательских институтов, Обзор деятельности в 1927 г., Ростов-на-Дону, Труды Сев.-Кав. ассоциации НИИ, № 41, 3—21.
- О числе классов идеалов действительной квадратичной области. Учен. зап. НИИ математики и физики при Ростовском университете 1, 43—46§
- Приближенное построение заданного угла с помощью точек квадратной решетки. Математический анализ и его приложения, Ростов-на-Дону, Издательство Ростовского университета, 154—156.